# Zamer Al-Mershad
Zamer Ali Al-Mershad (25 de junio de 1979) es un deportista kuwaití que compitió en taekwondo. Ganó una medalla de bronce en los Juegos Asiáticos de 1998, y una medalla de bronce en el Campeonato Asiático de Taekwondo de 2000.

## Palmarés internacional
| Juegos Asiáticos    | Juegos Asiáticos    | Juegos Asiáticos  | Juegos Asiáticos |
| Año                 | Lugar               | Medalla           | Categoría        |
| ------------------- | ------------------- | ----------------- | ---------------- |
| 1998                | Bangkok (Tailandia) | Medalla de bronce | –58 kg           |
| Campeonato Asiático |                     |                   |                  |
| Año                 | Lugar               | Medalla           | Categoría        |
| 2000                | Hong Kong (China)   | Medalla de bronce | –62 kg           |